# Parlement étudiant du Québec
Le Parlement étudiant du Québec (PEQ) est une simulation des travaux de l'Assemblée nationale du Québec. C'est une simulation parlementaire qui a lieu annuellement où environ 125 participants âgés de 18 à 25 ans reproduisent le fonctionnement de l'Assemblée nationale du Québec. L'événement est organisé par l'Assemblée parlementaire des étudiants du Québec, une organisation sans but lucratif financée en partie par des cotisations prélevées auprès des participants du PEQ, en partie par des subventions gouvernementales et enfin, par des commandites privées.

## Règles de procédure

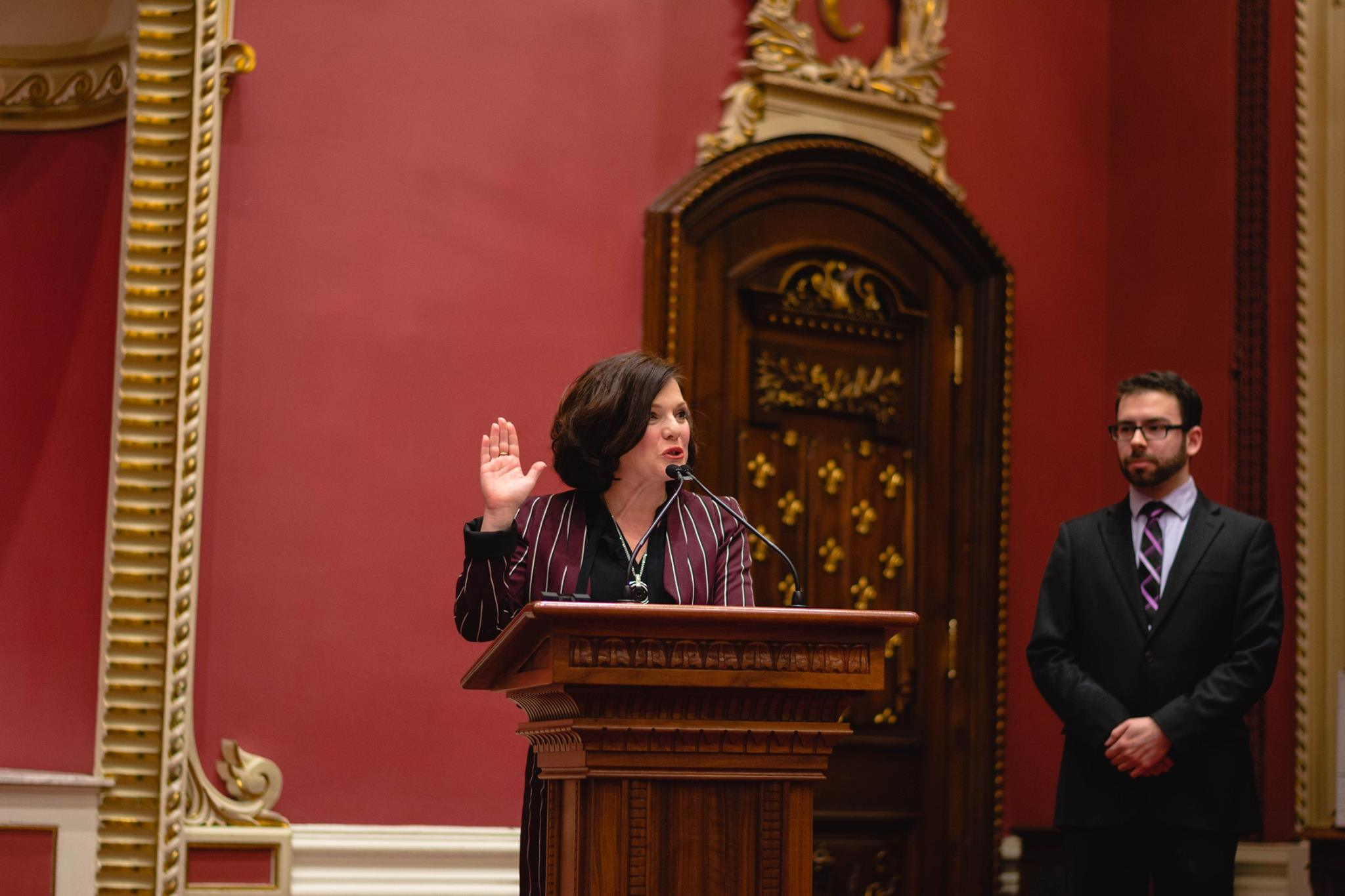
La lieutenante-gouverneure de la 33e législature, Véronyque Tremblay, prononce le serment pour les députés.

Le Parlement étudiant du Québec cherche à reproduire le plus fidèlement possible le fonctionnement du Parlement du Québec. On y retrouve deux ailes parlementaires, soit le Caucus des Rouges et le Caucus des Bleus. À tour de rôle durant la simulation, chacun des caucus occupe le rôle du gouvernement et celui du l'opposition officielle. Ainsi, chaque participant peut vivre l'expérience des deux côtés de la chambre lors de la même simulation. De plus, trois cérémonies protocolaires pour l'assermentation des députés, des journalistes et des ministres, ainsi que la sanction royale, ont lieu pour reproduire toutes les étapes légales et constitutionnelles nécessaires au système parlementaire québécois.

## Ressemblance avec la véritable Assemblée nationale

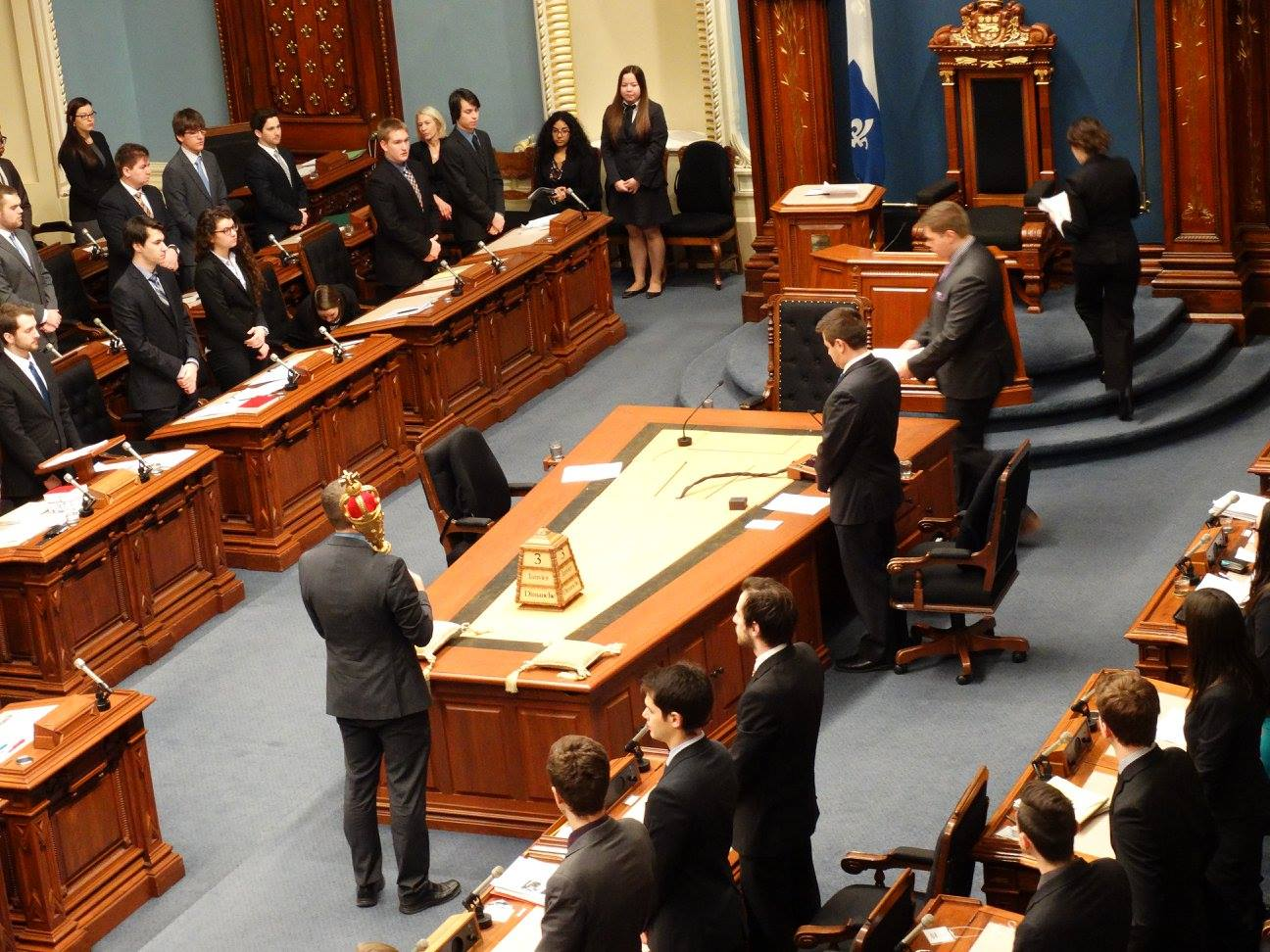
Le sergent d'armes tient la masse de l'Assemblée nationale pendant que la présidente et le secrétaire général prennent place à l'ouverture d'une séance de la 30e législature.

Le Parlement étudiant du Québec suit, à quelques exceptions près, les véritables règles de l'Assemblée nationale du Québec. Par son fonctionnement, le PEQ doit tendre à se rapprocher le plus possible de son modèle. C'est pourquoi il s'est doté de toutes les caractéristiques qui font l'essence de la tradition parlementaire du Québec. De plus, ses séances se tiennent dans la salle de l'Assemblée nationale.
De plus, à l'instar des réelles pratiques parlementaires, il est attendu que les députés de la simulation demeurent loyaux envers le groupe parlementaire auquel ils sont rattachés tout en manifestant également une attitude fraternelle à l'égard des députés de l'autre groupe. Ainsi, la discipline de parti et la solidarité ministérielle sont respectées.

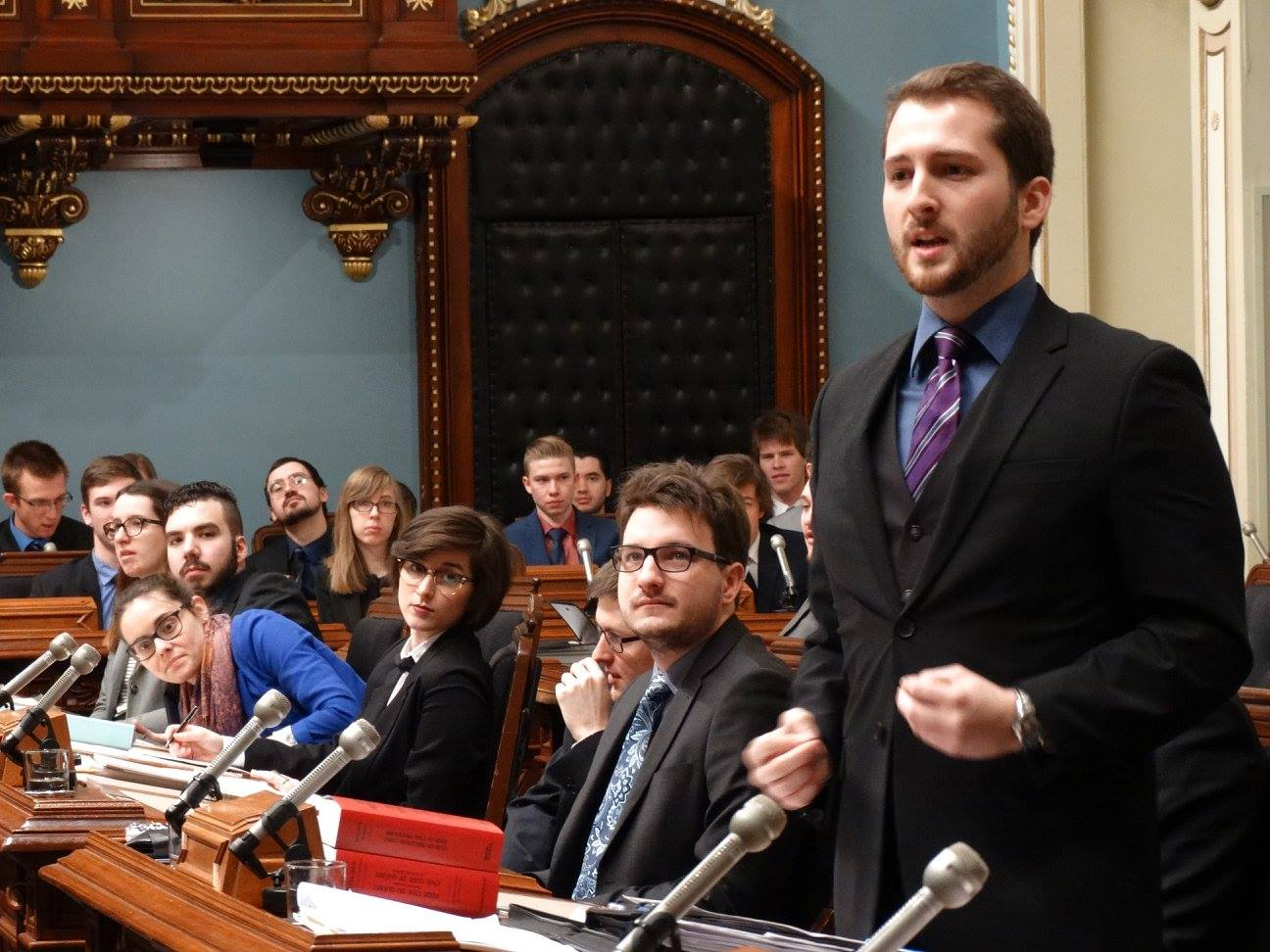
Le premier ministre Francis Bouchard prononce un discours lors de la 30e législature en 2016 dans la salle de l'Assemblée nationale.

Il y a également une troisième équipe de participants, le Caucus des journalistes, jouant pour leur part le rôle des journalistes de la tribune parlementaire. Composé d'environ une vingtaine de participants, la simulation des journalistes est divisée entre les activités de couverture et de rédaction de deux journaux fictifs à titrage quotidien, ainsi que des équipes audio et vidéo couvrant les activités des caucus parlementaires.
Enfin, deux fois par simulation, un événement impromptu fictif, surnommé les crises, qui occupe les activités politiques et médiatiques de la simulation est déclenchée par l'équipe organisatrice. Ces événements impromptus fictifs, comme un déversement de déchets toxiques dans un lac du grand nord (PEQ 2013) ou l'effondrement d'une section du métro de Montréal (PEQ 2014), forcent les caucus parlementaires au gouvernement et à l'opposition de réagir devant les participants journalistes avec l'utilisation des ressources normalement disponible à l'État et en fonction de leur créativité.
Pour la plupart des participantes et des participants, il s'agit de s'impliquer dans l'organisation interne des caucus, faire de la rédaction de discours, prononcer des discours devant l'assemblée, écrire des articles de journaux et participer à des conférences de presse. Une première rencontre de caucus a lieu le 2 janvier et les députés étudiants siègent dans la salle de l'Assemblée nationale en avant-midi et en après-midi du 3 au 6 janvier. Les soirées servent à la rédaction de discours, la tenue des commissions parlementaires et le déroulement des événements impromptus.

## Menu législatif

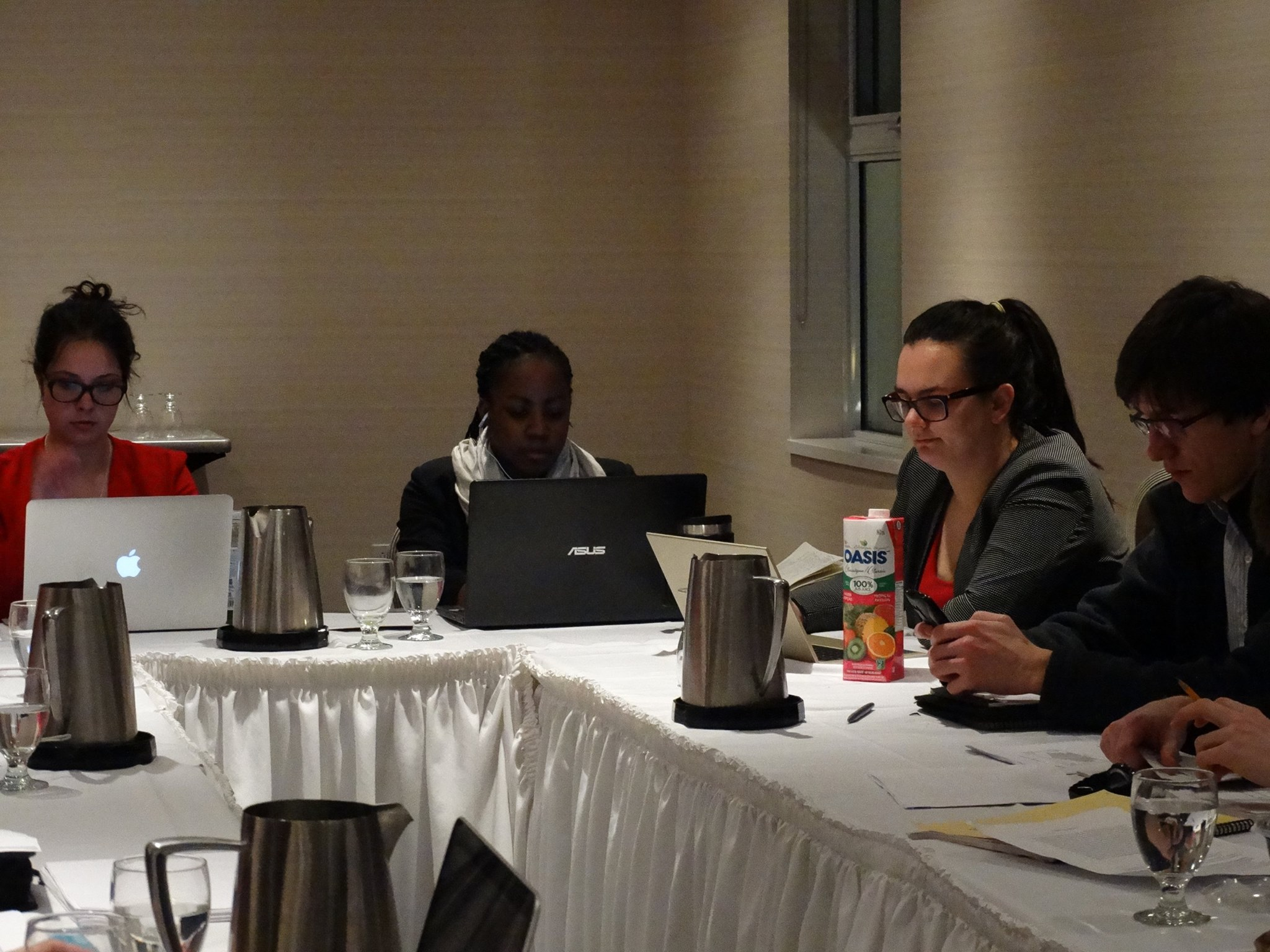
Des députés étudiantes et étudiants travaillent en commission parlementaire lors de la 30e législature à l'hôtel Château Laurier de Québec.

Parmi les deux caucus parlementaires, l'un d'eux commence au gouvernement et l'autre à l'opposition, en alternance des caucus à chaque année. Lors de son passage au gouvernement, celui-ci dépose trois projets de loi, un projet de livre blanc ainsi qu'un budget et les crédits ministériels fictifs.
Pour ce qui est de la dynamique parlementaire, chaque projet de loi est critiqué par un critique officiel, comme c'est le cas à la véritable Assemblée nationale. Le mécanisme normal de cheminement d'un projet de loi est l'étude du principe du projet de loi, une commission parlementaire, l'adoption du principe du projet de loi, l'étude du projet de loi article par article en commission parlementaire et l'adoption finale. Lors du parlement étudiant, on adopte sans commission parlementaire le principe du projet de loi pour faire l'étude article par article en commission parlementaire. Un vote par appel nominal a habituellement lieu après le débat en chambre.
Par tradition, et pour respecter la nature pédagogique de la simulation, tous les projets de loi et les budgets sont adoptés. Les versions amendées et adoptées des projets au Parlement étudiant sont déposés formellement à l'Assemblée nationale lors de la reprise des travaux parlementaires du parlement.

## Organisation des caucus et dynamique politique

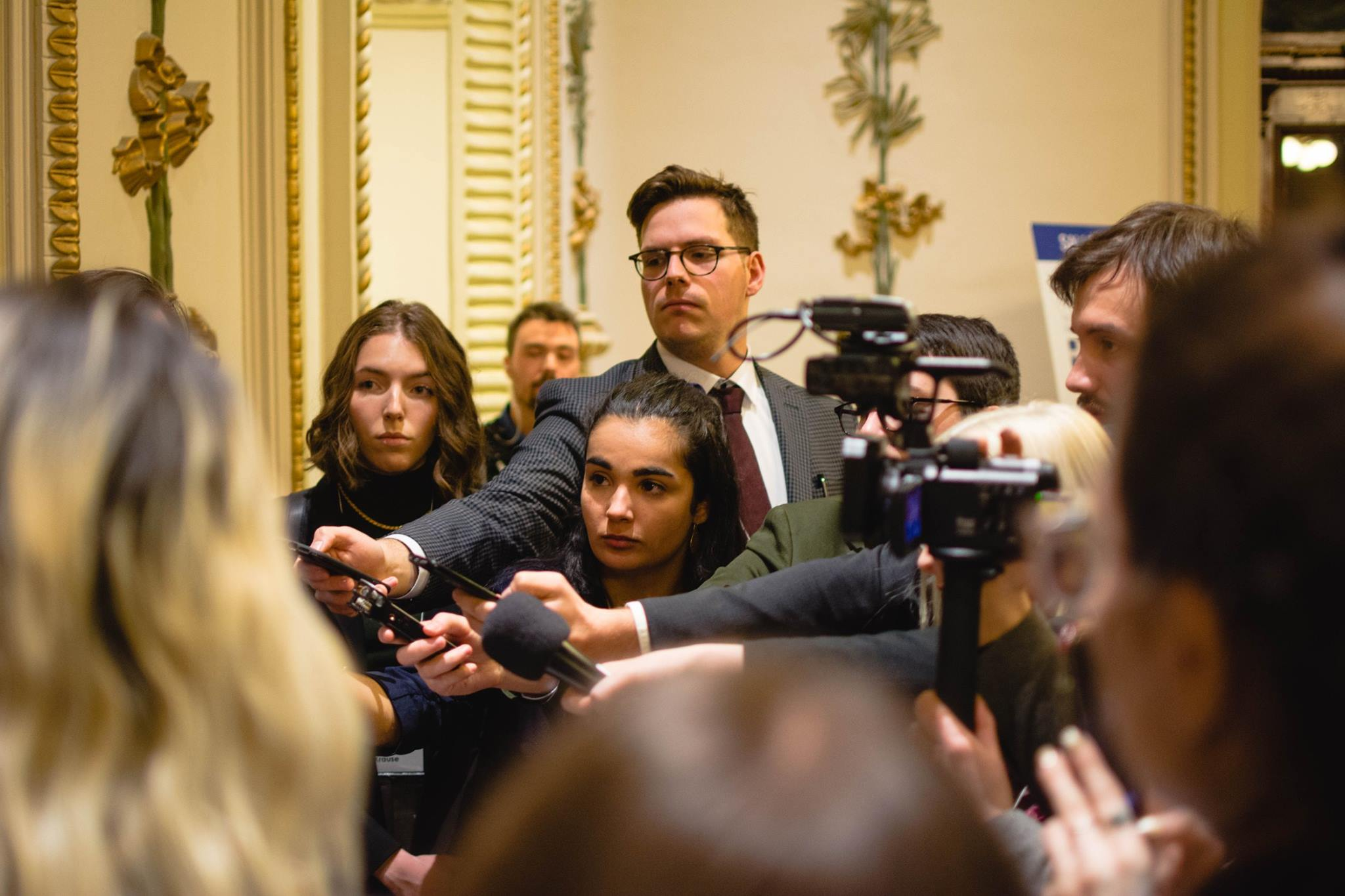
Des journalistes et des députés se préparent pour une mêlée de presse à la sortie de la salle de l'Assemblée nationale lors de la 33e législature.

Chaque caucus parlementaire a la responsabilité et l'autonomie de son organisation entre chaque simulation. Le chef ou la cheffe élue est donc chargée du recrutement des participantes et des participants, de leur préparation, de la rédaction des projets et aident au respect des règlements lors de la simulation. Le chef ou la cheffe de caucus nomme donc une équipe d'officiers et d'officières afin d'occuper les fonctions parlementaires, les whips et les leaders, et les fonctions organisationnelles, notamment une direction des communications, une présidence de caucus et une vice-chefferie. Chez le caucus des journalistes, il s'agit habituellement d'une vice-chefferie, des rédactrices ou rédacteurs en chef des journaux et de la personne responsable du contenu multimédia. La structure du caucus et les rôles de l'équipe d'officières et d'officiers relève de chaque chefferie et est sujette à changement à chaque année. Les caucus relèvent du conseil d'administration de l'APEQ, qui organise la simulation en collaboration avec la Direction des communications, des programmes éducatifs et de l’accueil de l'Assemblée nationale.
La période d'inscription se déroule entre septembre et décembre de chaque année. Le recrutement au Parlement étudiant du Québec se fait directement auprès des trois caucus auxquels il est possible de s'inscrire: Caucus des Bleus, Caucus des Rouges ou Caucus des Journalistes. La plupart du recrutement se fait par invitation, mais toute personne entre 18 et 25 ans peut participer à la simulation. Afin de préparer les caucus, plusieurs activités préparatoires de réflexion, de décision, de formation et de travail ont lieu. Des retraites fermées sont organisées par les caucus parlementaires, soit le « Camp Pap » chez les Bleus et le « Camp Val Estrie » chez les Rouges, et le caucus des Journalistes tient une journée de formation.

## Historique
C'est en 1987 que le Parlement étudiant du Québec a été créé par deux étudiants, Pierre-Luc Desgagné (premier chef des Bleus), cofondateur, et Pierre Gaudreault (premier chef des Rouges), cofondateur.

### Les chefs du Parlement étudiant du Québec - Caucus des Rouges

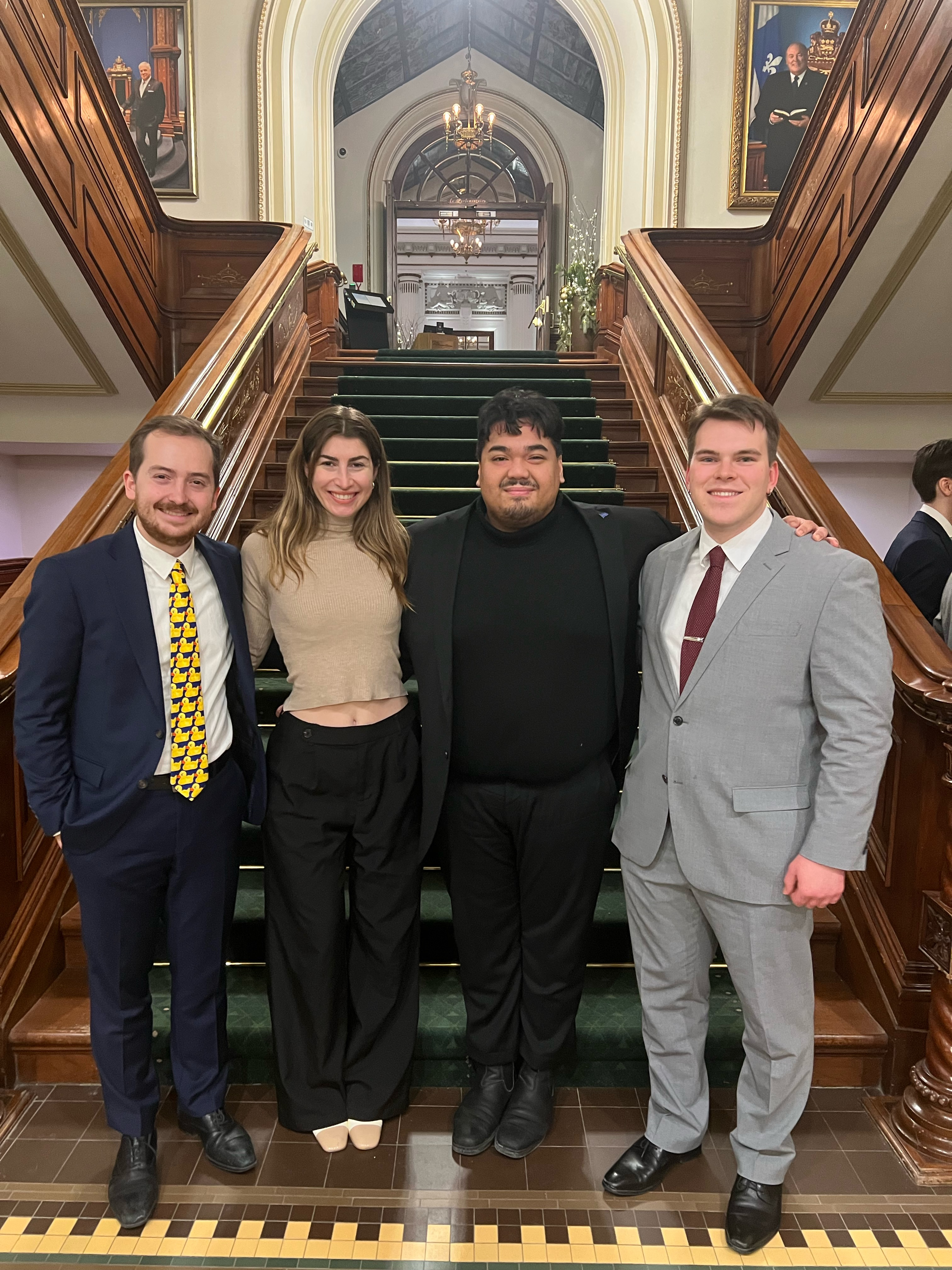
Anciens chefs du caucus des rouges, de gauche à droite: Antoine Poulin (37e), Claudia Fortin (38e), Christian-Alex Deschênes (39e) et Benoît Ethier (40e).

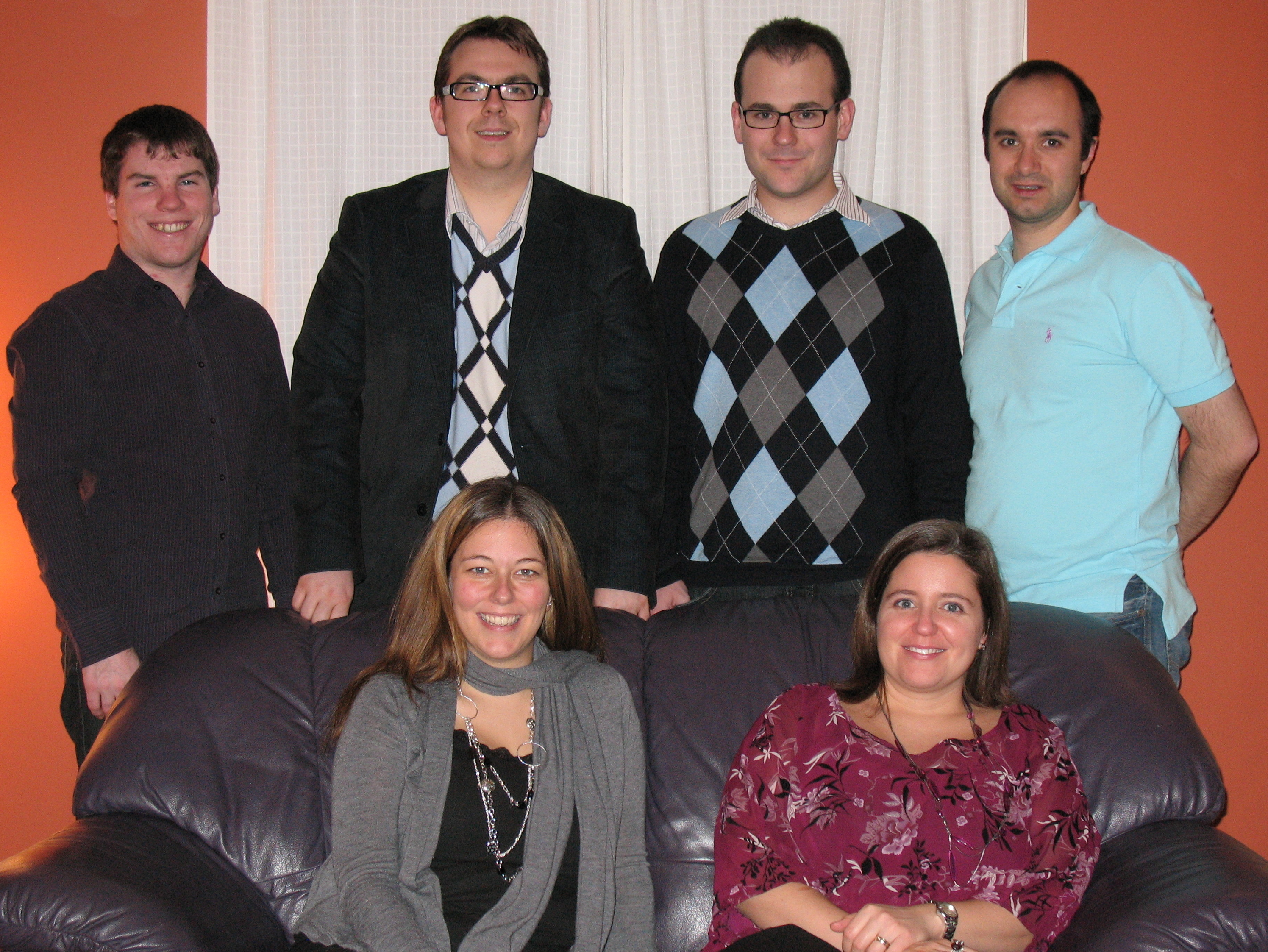
Les anciens chefs du Caucus des Rouges du Parlement étudiant du Québec (de la 19e à la).

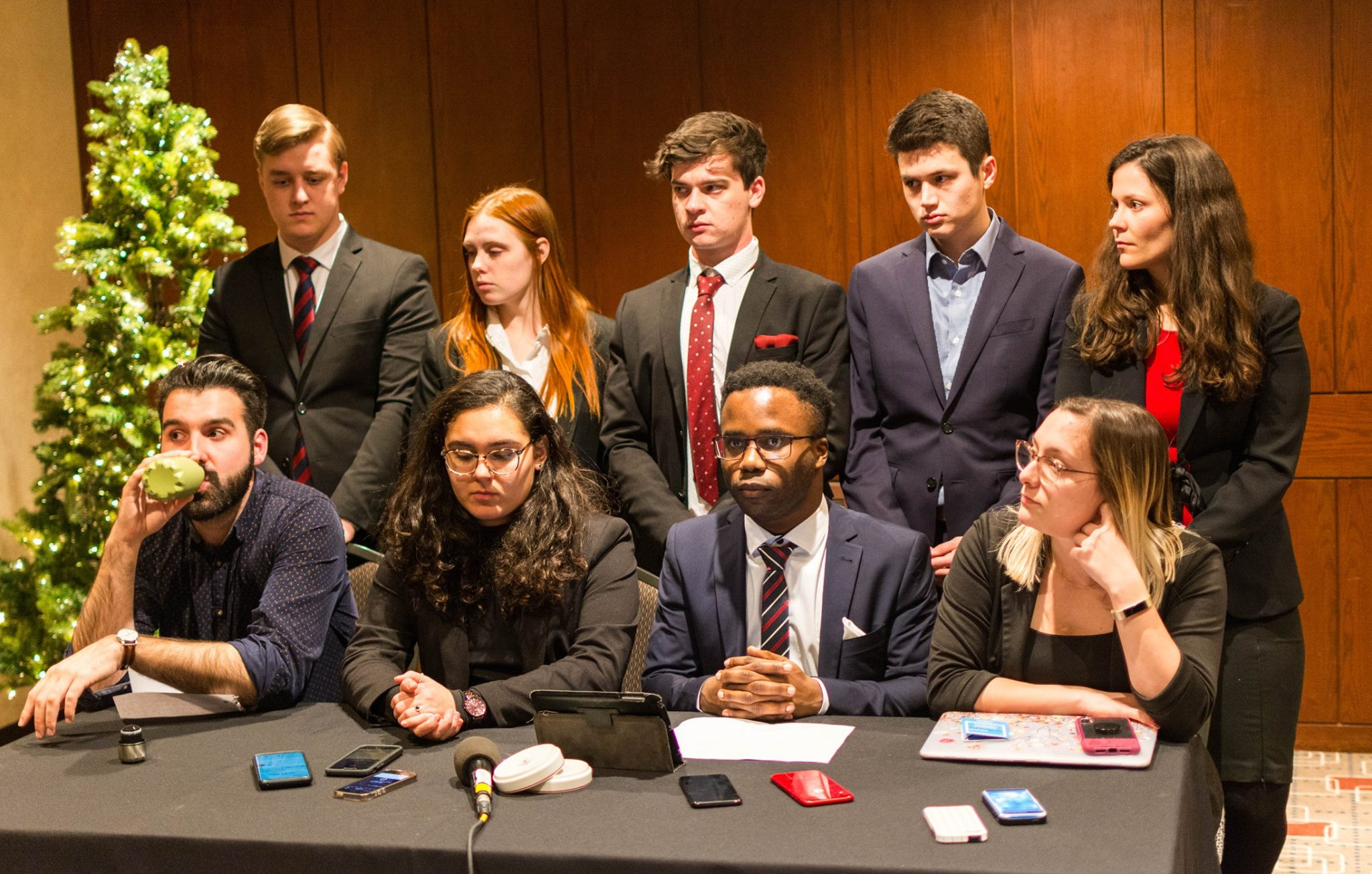
Conférence de presse de l'équipe du premier ministre Jonathan Marleau (33e législature) lors de l'événement impromptu.

- 1987: Pierre Gaudreault (1re) Président fondateur
- 1988: Pierre Gaudreault (2e)
- 1989: Josée Perron (3e)
- 1990: Stéphane Rochette (4e)
- 1991: Jean-François Simard (5e)
- 1992: Gino Gaudreau (6e)
- 1993: Michel Delisle (7e)
- 1994: Stéphane Dallaire (8e)
- 1995: Patrick Poulin (9e)
- 1996: Sébastien Dumas (10e)
- 1997: Patrick Déry (11e)
- 1998: Robert Troussier (12e)
- 1999: Jacques Cossette Lesage (13e)
- 2000: Jérôme Leclerc (14e)
- 2001: Éric Blouin (15e)
- 2002: François Émond (16e)
- 2003: Mélanie Roy (17e)
- 2004: Martin Dumont (18e)
- 2005: Vincent Robidas (19e)
- 2006: Julien Morissette (20e)
- 2007: Jacinthe Turmel (21e)
- 2008: Jean-Nicolas Marchand (22e)
- 2009: Kim Lagueux-Dugal (23e)
- 2010: Maxime Gauthier (24e)
- 2011: Vincent Geloso (25e)
- 2012: Kevin-Alexandre Lavoie (26e)
- 2013: Marc-Olivier Fortin (27e)
- 2014: Ariane Hunter-Meunier (28e)
- 2015: Benoît Robichaud (29e)
- 2016: Pierre-Olivier Campagna (30e)
- 2017: Elizabeth Normandeau (31e)
- 2018: Axel Fournier (32e)
- 2019: Jonathan Marleau (33e)
- 2020: Élisabeth Gendron (34e)
- 2021: Jacob Matthew Drum (35e)
- 2022: Vincent Despins (36e)
- 2023: Antoine Poulin (37e)
- 2024: Claudia Fortin (38e)
- 2025: Christian-Alex Deschênes (39e)
- 2026: Benoît Ethier (40e)

### Les chefs du Parlement étudiant du Québec - Caucus des Bleus

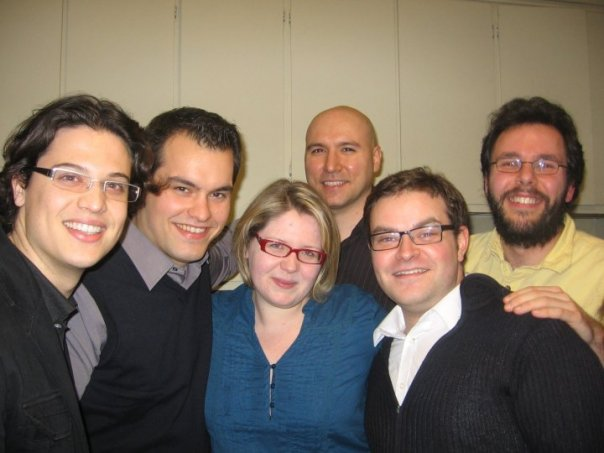
Les anciens chefs du Caucus des Bleus de la 19e à la 25e législature. Absent lors de la prise de la photo : Gaétan Rancourt

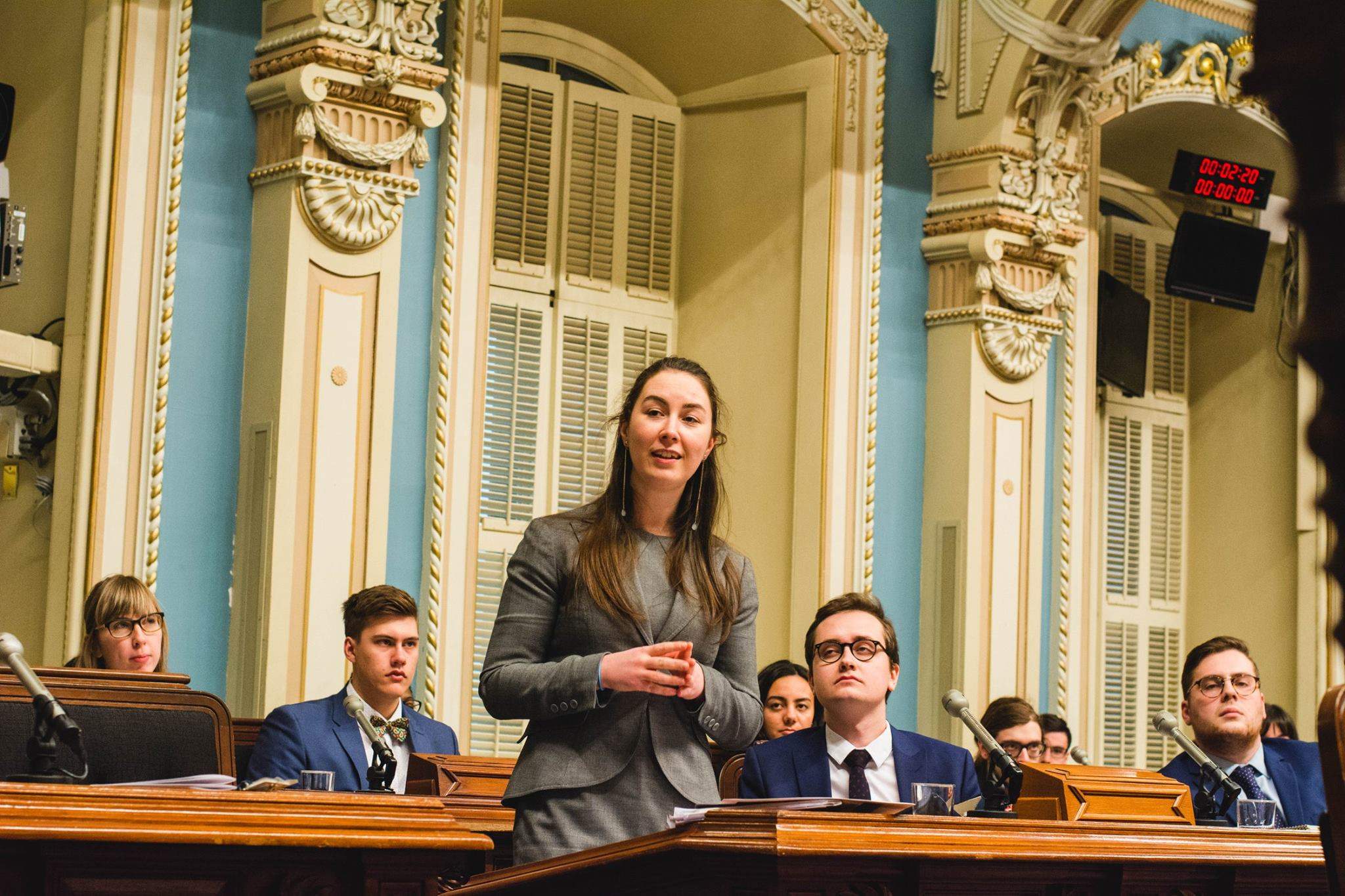
La première ministre et cheffe du caucus des Bleu.e.s Éva Paquin-Lefebvre prononce un discours dans la salle de l'Assemblée nationale lors de la 33e législature.

- 1987 : Pierre-Luc Desgagné (1re) cofondateur
- 1988 : Daniel Lacroix (2e)
- 1989 : Louise Charette (3e)
- 1990 : Bruno Alain (4e)
- 1991 : Marie-Claude Lemieux (5e)
- 1992 : Pascal Paradis (6e)
- 1993 : Louis Sainte-Marie (7e)
- 1994 : Robert Cardin (8e)
- 1995 : Jean-Mathieu Potvin (9e)
- 1996 : Marc Tanguay (10e)
- 1997 : Geneviève Masse (11e)
- 1998 : Thierry Larrivée (12e)
- 1999 : Éric de la Sablonnière (13e)
- 2000 : Pierre Brabant (14e)
- 2001 : Frédéric Maltais (15e)
- 2002 : Nicolas Asselin (16e)
- 2003 : Serge Noël (17e)
- 2004 : Hubert Crépault (18e)
- 2005 : Julie-Maude Normandin (19e)
- 2006 : Gaétan Rancourt (20e)
- 2007 : François Milette (21e)
- 2008 : Alexis Gagné-Lebrun (22e)
- 2009 : Pierre McCann (23e)
- 2010 : Ludovic Soucisse (24e)
- 2011 : Alexis Lacombe (25e)
- 2012 : Guillaume Raymond (26e)
- 2013 : Maxime Pelletier (27e)
- 2014 : Marc-Olivier Leblanc (28e)
- 2015 : Nathaniel Bérubé-Mimeault (29e)
- 2016 : Francis Bouchard (30e)
- 2017 : Alexandre Saulnier-Marceau (31e)
- 2018 : Cécile Gagnon (32e)
- 2019 : Éva Paquin-Lefebvre (33e)
- 2020 : Jason St-Amour (34e)
- 2021 : Émile Lambert-Deslandes (35e)
- 2022 : Émile Lambert-Deslandes (35e)
- 2023 : Isadora Gaudette et Sabrina Krausse (36e)
- 2024 : Élye Plourde (37e)
- 2025 : Louis-Olivier Jetté (38e)
- 2026 : Lucille Tang-Levac (39e)

### Les chefs du Parlement étudiant du Québec - Caucus des journalistes
- 2014 : Laura Pelletier (1ere)

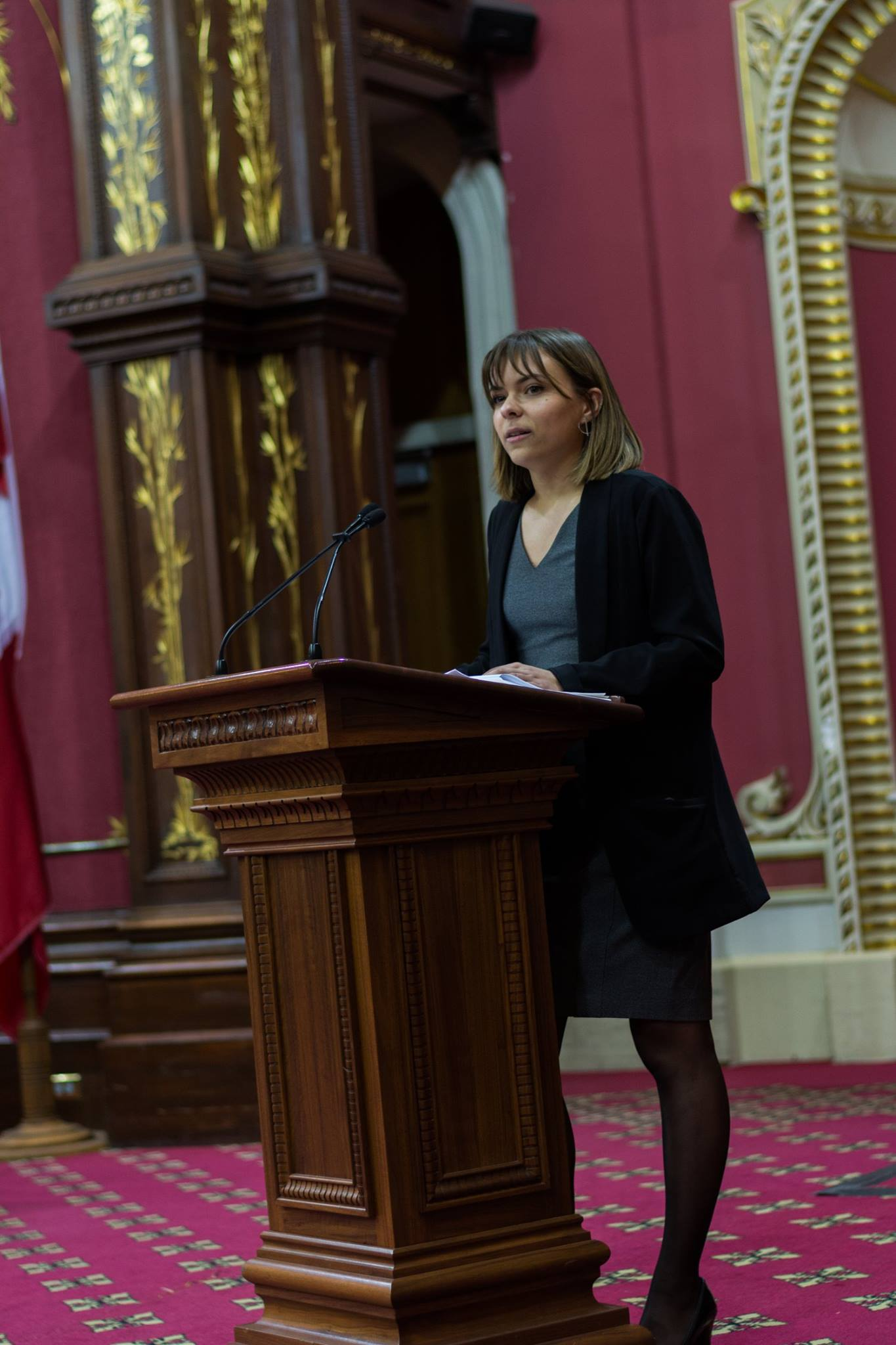
La cheffe du caucus des journalistes Laurence Vachon lors de l'assermentation de la 32e législature.

- 2015 : Marie Christine Trottier (2e)
- 2016 : Olivier Dénommée (3e)
- 2017 : Marie-Jeanne Dubreuil (4e)
- 2018 : Laurence Vachon (5e)
- 2019 : Gabriel Bernier (6e)
- 2020 : Laurence Philippe (7e)
- 2021 : Marjorie Hansen-Geoffroy (8e)
- 2022 : Marjorie Hansen-Geoffroy (9e)
- 2023 : Laurence Philippe et Laurence Thibault (10e)
- 2024 : Marie-Soleil Lajeunesse (11e)
- 2025 : Justin Vaillancourt et Naomie Duckett Zamor (12e)
- 2026: Camille Desjardins et Aurélie Lachapelle (13e)

### La présidence du Parlement étudiant du Québec
La présidence et la vice-présidence sont élus lors de l'Assemblée générale de printemps, sur recommandation des chefs des deux caucus parlementaires. Ils alternent la nomination de la présidence et de la vice-présidence à chaque année.
Voici la liste des présidents du Parlement étudiant du Québec depuis 1990:
- 1990 : Marc-André Bahl (4e)
- 1991: Éric Le Bel (5e)
- 1993: Nicolas Jobin (7e)
- 1994: Pascal Paradis (8e)
- 1996: Sylvain Lanoix (10e)
- 1997: Karl Lavoie (11e)
- 1998: Robert Cardin (12e)
- 1999: Stéphanie Grondin (13e)
- 2000: Pierre Samson (14e)
- 2001: Alain Lafontaine (15e)
- 2002: Nancy-Audrey Whittom (16e)
- 2003: Nicolas Asselin (17e)
- 2004: Catherine Gosselin (18e)
- 2005: Eric Therriault(19e)
- 2006: Amélie Du Pont-Thibodeau (20e)
- 2007: Gaétan Rancourt (21e)
- 2008: Doris Gouin (22e)
- 2009: Julie-Maude Normandin (23e)
- 2010: Julien Morissette (24e)
- 2011: Catherine Major (25e)
- 2012: Jean-Sébastien Sauvé (26e) [4]
- 2013: Tanya Fredette (27e)
- 2014: Alexandra Foucher (28e)
- 2015: Maxime Pelletier (29e)
- 2016: Jean-René Tremblay (30e)
- 2017: Nathaniel Bérubé-Mimeault (31e)
- 2018: Élizabeth Normandeau (32e)
- 2019: Francis Bouchard (33e)
- 2020: Axel Fournier (34e)
- 2021: Julie Hébert (35e)
- 2022: Julie Hébert (36e)
- 2023: Charles Morissette (37e)
- 2024: Félix Bibeau (38e)
- 2025: Émile Lambert-Deslandes (39e)

### Le conseil d'administration de l'APEQ
Les membres du conseil d'administration sont élus lors de l'Assemblée générale de printemps, sur recommandation des chefs des caucus. Pour le mandat 2024-2025, le chef des Rouges recommandait les candidatures pour la présidence et la trésorerie et le chef des Bleu.e.s recommandait les candidatures pour les postes de la vice-présidence et du secrétariat. Les caucus alternent les recommandations, ainsi, pour le mandat 2025-2026, le chef des Rouges recommandera les candidatures pour les postes de la vice-présidence et du secrétariat, puis le chef des Bleu.e.s recommandera les candidatures pour les postes de la présidence et la trésorerie. Les journalistes recommandent la candidature de responsable des communications.
Les membres actuels du conseil d'administration (2024-2025):
- Junlian Leblanc (Rouge, présidente)
- Alexandrine Fontaine-Tardif (Bleu.e.s, vice-présidente)
- Isadora Gaudette (Bleu.e.s, secrétaire)
- Stéphanie Noël (Rouge, trésorière)
- Marie-Soleil Lajeunesse (Journaliste, responsable des communications)

### Les membres honoraires de l'APEQ
- Pierre Gaudreault, cofondateur, membre honoraire depuis janvier 1993
- Pierre-Luc Desgagné, cofondateur, membre honoraire depuis janvier 1993
- Vincent Robidas, membre honoraire depuis mai 2008
- François Milette, membre honoraire depuis novembre 2010
- Tanya Fredette, membre honoraire depuis 2015
- Maxime Pelletier, membre honoraire depuis mars 2019

### Anciens participants devenus par la suite député à l'Assemblée nationale du Québec
- Pascal Bérubé (député de Matane de 2007 à 2012 et député de Matane-Matapédia depuis 2012)
- Daniel Bouchard (député de Mégantic-Compton de 2003 à 2007)
- Alexandre Bourdeau (député de Berthier de 2003 à 2007)
- Simon-Pierre Diamond (député de Marguerite d'Youville de 2007 à 2008)
- Jean-François Simard (député de Montmorency de 1998 à 2003 et 2018 à présent)
- Jonathan Valois (député de Joliette de 2003 à 2007)
- Mathieu Traversy (député de Terrebonne de 2008 à 2018)
- Guillaume Tremblay (député de Masson de 2008 à 2012)
- Sylvain Gaudreault (député de Jonquière depuis le 26 mars 2007)
- Marc Tanguay (député de LaFontaine depuis le 11 juin 2012)
- Pascal Paradis (député de Jean-Talon depuis le 2 octobre 2023)